# Грабковцы
Грабковцы (укр. Грабківці) — село в Зборовской городской общине Тернопольского района Тернопольской области Украины.
Код КОАТУУ — 6122686003. Население по переписи 2001 года составляло 146 человек.
До 2020 года входило в Зборовский район.

## Географическое положение
Село Грабковцы находится на правом берегу реки Стрыпа,
выше по течению на расстоянии в 1,5 км расположено село Метенев,
ниже по течению примыкает село Млыновцы.
Рядом проходит железная дорога, станция Зборов в 1,5 км.

## История
- 1598 год — дата основания.
- В 1965 году присоединено к селу Млыновцы.
- В 1993 году село восстановлено.